# Huawei Ascend Y300
Huawei Ascend Y300 é um smartphone que foi designado e marketado pelo Huawei Technologies Co. Ltd.
Huawei usa Android & Firefox OS para o smartphone. Inicialmente rodava o sistema operativo Android 4.1.1 (Jelly Bean).
Possui um Dual Core Cortex-A5 proArenar de 1 GHz com 4 GB de armazenamento interno com 1,09 GB disponível para o usuário e 512 MB (compartilhado com GPU de 119 MB) de memória RAM.
O telefone também possui uma tela LCD de 4,0 polegadas 480 x 800 pixels (densidade de pixel de ~ 233 ppi) e uma câmera traseira de 5,0 MP com foco automático de 2592 x 1944 pixels com flash LED e câmera frontal de 0,3 (VGA).